# Kleine Oktoberbahn
| Kleine Oktoberbahn                                    | Kleine Oktoberbahn  |
| ----------------------------------------------------- | ------------------- |
| Streckenverlauf der Südroute der Kleinen Oktoberbahn  |                     |
| Streckenverlauf der Nordroute der Kleinen Oktoberbahn |                     |
| Streckenlänge:                                        | 2 + 11 km           |
| Spurweite:                                            | 750 mm (Schmalspur) |
|                                                       |                     |

Die Kleine Oktoberbahn (russisch Малая Октябрьская железная дорога, Malaja Oktjabrskaja schelesnaja doroga, kurz MOSchD) ist eine schmalspurige Pioniereisenbahn in der russischen Stadt St. Petersburg.

## Streckenverlauf
Die Kleine Oktoberbahn hat eine (alte) nördliche Strecke von zuletzt 2,1 Kilometern mit zwei Stationen und eine (neue) südliche Strecke von 11,2 Kilometern Länge mit drei Stationen.

## Geschichte der nördlichen Strecke
Die nördliche Route wurde am 27. August 1948 für den Personentransport geöffnet. Ursprünglich war die Strecke 8,1 Kilometer lang und hatte drei Stationen: Kirowskaja, Soopark und Osernaja. Der ursprüngliche Fahrzeugbestand umfasste die Lokomotive B.32, zwei Lokomotiven PT4 (Nr. 088 und 089), die bei der MOSchD die Bezeichnungen PT-01 bzw. PT-02 erhielten, sowie neun Personenwagen.
Zu Beginn der Saison 1949 bekam die Bahn eine weitere Dampflokomotive WP1-170 und mehrere Wagen.
Um die Bedingungen für die Ausbildung junger Eisenbahner zu verbessern, erhielt die Kindereisenbahn 1958 eine neue Lokomotive TU2-167.
1960 erhielt die Bahn zehn PAFAWAG-Personenwagen, die sofort zu zwei Zügen von fünf Wagen kombiniert wurden – „Pioner“ und „Skaska“. Beide Züge waren gleichzeitig im Umlauf. Ihre Begegnung fand am Bahnhof Zoo statt.
In dieser Form arbeitete die MOSchD bis zum Schlusstag der Saison 1964, als eine Tragödie geschah: Nach Betriebsende kehrte der Zug aus der Station Osernaja zusammen mit dem Ausbilder nach Kirowskaja zurück. Die Schranke an der Kreuzung funktionierte nicht mehr. Direkt hinter dem Bahnhof Soopark, wo die Strecke die 2. Nikitinskaya Straße überquert, kam der Zug unter die Räder eines Muldenkippers. Vier junge Eisenbahner und ein Lehrer wurden getötet. Danach wurde die Strecke komplett geschlossen. Alle Fahrzeuge außer der relativ neuen Lokomotive TU2-167 wurden stillgelegt. Später wurde eine Kompromissentscheidung getroffen: Die Strecke sollte auf 3,1 Kilometer verkürzt werden, um die gefährlichste Strecke von Kirowskaja bis Soopark zu schließen.
Auf der restlichen Strecke – von Soopark nach Osernaja – wurden beide Züge mit Diesellokomotiven TU3 mit den Nummern TU3-001 und TU3-002 von Panevėžys gefahren, und TU2-167 wurde nur als Ersatz verwendet, im Falle eines Defektes einer der TU3.
1969 wurde der Bahnhof Soopark in Pionerskaja umbenannt, weil der Zoo über zwanzig Jahre lang nicht gebaut wurde – der alte Name war deshalb bedeutungslos.
Im Jahr 1982 erhielt die MOSchD zusätzlich zu den drei Diesellokomotiven, die zuvor vorhanden waren, zwei weitere – TU2-060 und TU2-191.
1985 wurde die Diesellokomotive TU3-002 abgestellt und 1989 die letzte Fahrt mit TU3-001 durchgeführt. Im Mai 1990 wurde TU3-002 von einem Schmalspurbahnmuseum in Lavassaar zum Schrottpreis gekauft und nach Estland exportiert. Im Mai 1996 wurde TU3-001 zu einer breitspurigen Reservebasis in Selenogorsk transportiert.
Anfang der 1990er Jahre wurde die Strecke durch den Bau einer Wohnsiedlung in Kolomiagy nochmals verkürzt: Die Station Peregonway wurde geschlossen. Seit 1991 betrug die Streckenlänge der MOSchD nur noch 2,1 Kilometer anstelle der vorherigen 3,1 Kilometer.

## Geschichte der südlichen Strecke

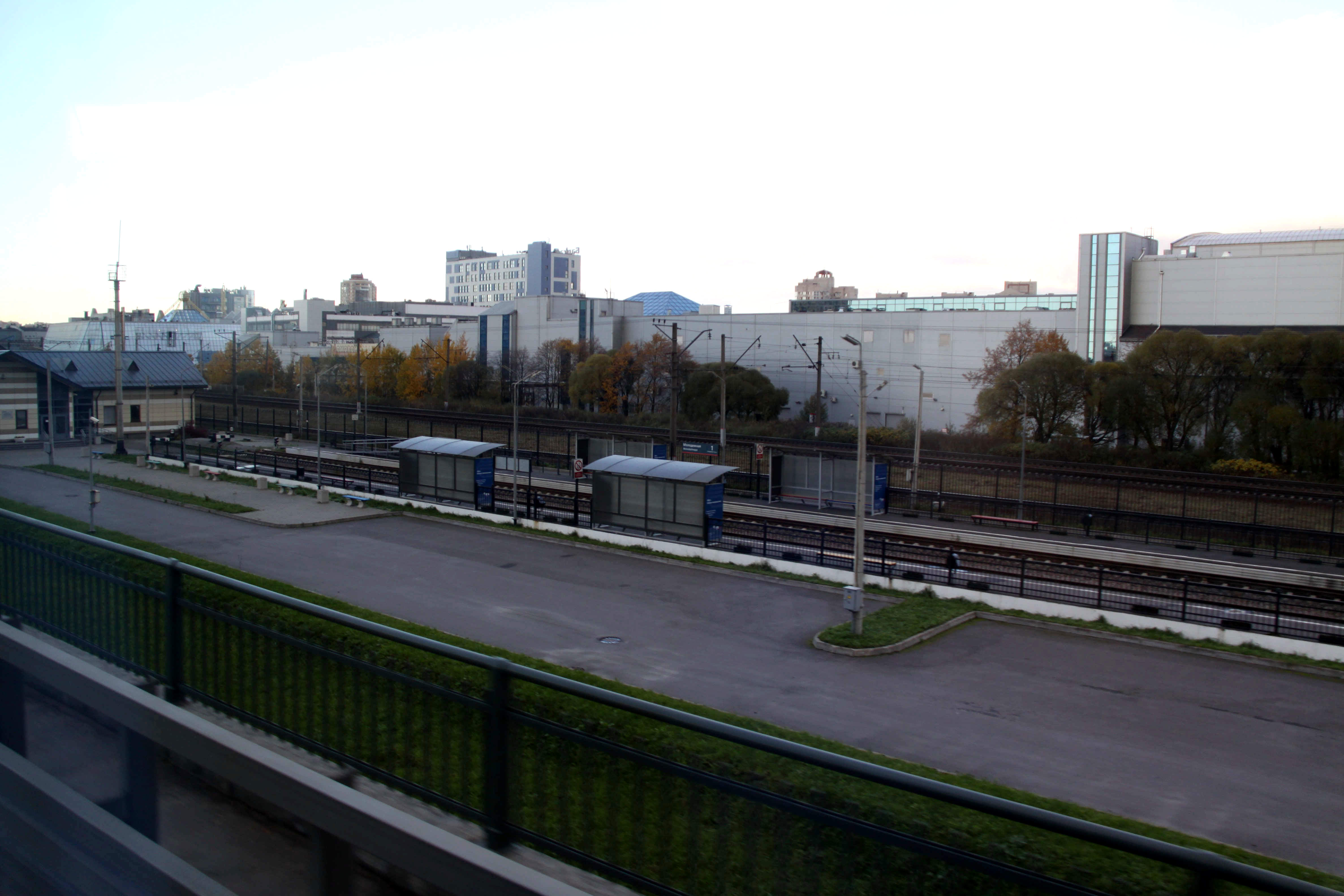
Station Molodeschnaja

Im Jahr 2007 begann der Bau einer neuen Strecke der Kleinen Oktoberbahn von Kuptschino (Station Molodeschnaja) nach Puschkin (Station Zarskoselskaja), die parallel zur Route der Zarskoje-Selo-Eisenbahn verläuft. Die Länge der Strecke beträgt 11,2 Kilometer. Die Station Molodeschnaja befindet sich in der Nähe der U-Bahn-Station „Kuptschino“, um eine stärkere Frequentierung der Bahn zu erzielen. Die Entfernung von dort zur Station Schuschary beträgt etwa zwei Kilometer.
Am 12. Juli 2011 wurde die Südroute der Kleinen Oktoberbahn eingeweiht.
Eine neue Lokomotive TU10-001 wurde eingesetzt – die erste Lokomotive einer speziell für Kinderbahnen entwickelten Baureihe. Darüber hinaus umfasst der Fuhrpark die Diesellokomotive TU2-167, 5 Personenwagen PW40 und 6 Personenwagen WP750.
Am 1. Juni 2014 wurde nach einer 49-jährigen Pause der Betrieb mit Dampftraktion wiederaufgenommen. Die Lok Kp4-447 wurde auf der Südstrecke in Betrieb genommen, und im Sommer 2014 erschien eine weitere Diesellokomotive auf der Südstrecke: TU10-025. Sie wurde als Ersatz für die Lokomotive TU2-167 auf die Strecke gebracht, welche für größere Reparaturen ins Depot an der Zarskoselskaja-Station gebracht wurde.

## Betrieb
Die Saison 2017 lief vom 1. Juni bis 29. August. Es verkehrten sieben Zugpaare an einem Betriebstag (Donnerstag bis Sonntag) zwischen 10 Uhr und 18 Uhr. Die einfache Fahrt kostete 150 Rubel für Erwachsene und 50 Rubel für Kinder; eine Rückfahrkarte entsprechend 300 oder 100 Rubel.